# Exobasidium pyroloides
Exobasidium pyroloides ist eine Pilzart der Familie der Nacktbasidienverwandten (Exobasidiaceae) aus der Ordnung Ustilaginomycotina. Sie ist ein Endoparasit von Gaultheria pyroloides. Symptome des Befalls durch den Pilz sind hypertrophe, rötliche Flecken auf den Blättern der Wirtspflanze und hervortretendes Myzel. Das Verbreitungsgebiet der Art liegt in China.

## Merkmale

### Makroskopische Merkmale
Exobasidium pyroloides ist mit bloßem Auge nicht zu erkennen. Symptome des Befalls sind hypertrophische, rötliche Flecken auf den Blattoberseiten der Wirtspflanze. Im Spätstadium des Befalls werden die Blätter von weißen Myzelteppichen überwuchert.

### Mikroskopische Merkmale
Das Myzel von Exobasidium pyroloides wächst wie bei allen Nacktbasidien interzellulär und bildet Saugfäden, die in das Speichergewebe des Wirtes wachsen. Der Pilz besitzt eine monomitische Hyphenstruktur aus rein generativen Hyphen ohne Schnallen. Die zwei- bis viersporigen, 3,5–6 µm breiten Basidien sind zylindrisch und an der Basis einfach septiert. Sie wachsen direkt aus der Wirtsepidermis. Die Sporen sind hyalin, zylindrisch bis eiförmig, dünnwandig und 9–13 × 3–4,2 µm groß. Reif haben sie ein, selten zwei Septen.

## Verbreitung
Das bekannte Verbreitungsgebiet von Exobasidum pyroloides umfasst das chinesische Yunnan.

## Ökologie
Die Wirtspflanze von Exobasidium pyroloides ist Gaultheria pyroloides. Der Pilz ernährt sich von den im Speichergewebe der Pflanzen vorhandenen Nährstoffen, seine Basidien brechen später durch die Blattoberfläche und setzen Sporen frei. Diese keimen, nachdem sie auf geeignetes Substrat gefallen sind, zu Konidien oder Keimschläuchen, aus denen sich dann neues Myzel entwickelt.